# Rober Sierra
Roberto Sierra Jiménez (Valencia, 21 de mayo de 1996) deportivamente conocido como Rober Sierra, es un futbolista profesional español que actualmente juega como centrocampista en el FC Spartak Varna de la A PFG búlgara.

## Trayectoria
Es un centrocampista formado en las categorías inferiores del Levante UD. En la temporada 2015-16, debutó con el Atlético Levante UD en la Segunda División B de España. En su primera temporada con el filial levantinista, en el mercado de invierno fue cedido hasta el final de la temporada al RCD Mallorca B.
En verano de 2016, tras desligarse del Levante UD, firma por el Ontinyent CF de la Segunda División B de España, en el que juega durante dos temporadas.
En la temporada 2018-19, firma por el Club de Futbol Peralada de la Segunda División B de España.
En la temporada 2019-20, firma por el Real Oviedo Vetusta de la Segunda División B de España por dos temporadas.
El 19 de julio de 2021, firma por la SD Formentera de la Segunda División RFEF.
El 20 de julio de 2022, firma por el FC Inter Turku de la Veikkausliiga.
El 13 de enero de 2023, firma por el FC Spartak Varna de la A PFG búlgara.

## Clubes
| Club                    | País      | Años              |
| ----------------------- | --------- | ----------------- |
| Atlético Levante UD     | España    | 2015 - 2016       |
| RCD Mallorca B (cedido) | España    | 2016              |
| Ontinyent CF            | España    | 2016-2018         |
| Club de Futbol Peralada | España    | 2018-2019         |
| Real Oviedo Vetusta     | España    | 2019-2021         |
| SD Formentera           | España    | 2021 - 2022       |
| FC Inter Turku          | Finlandia | 2022              |
| FC Spartak Varna        | Bulgaria  | 2023 - Actualidad |